# Paul Friedrichs (Rennfahrer)

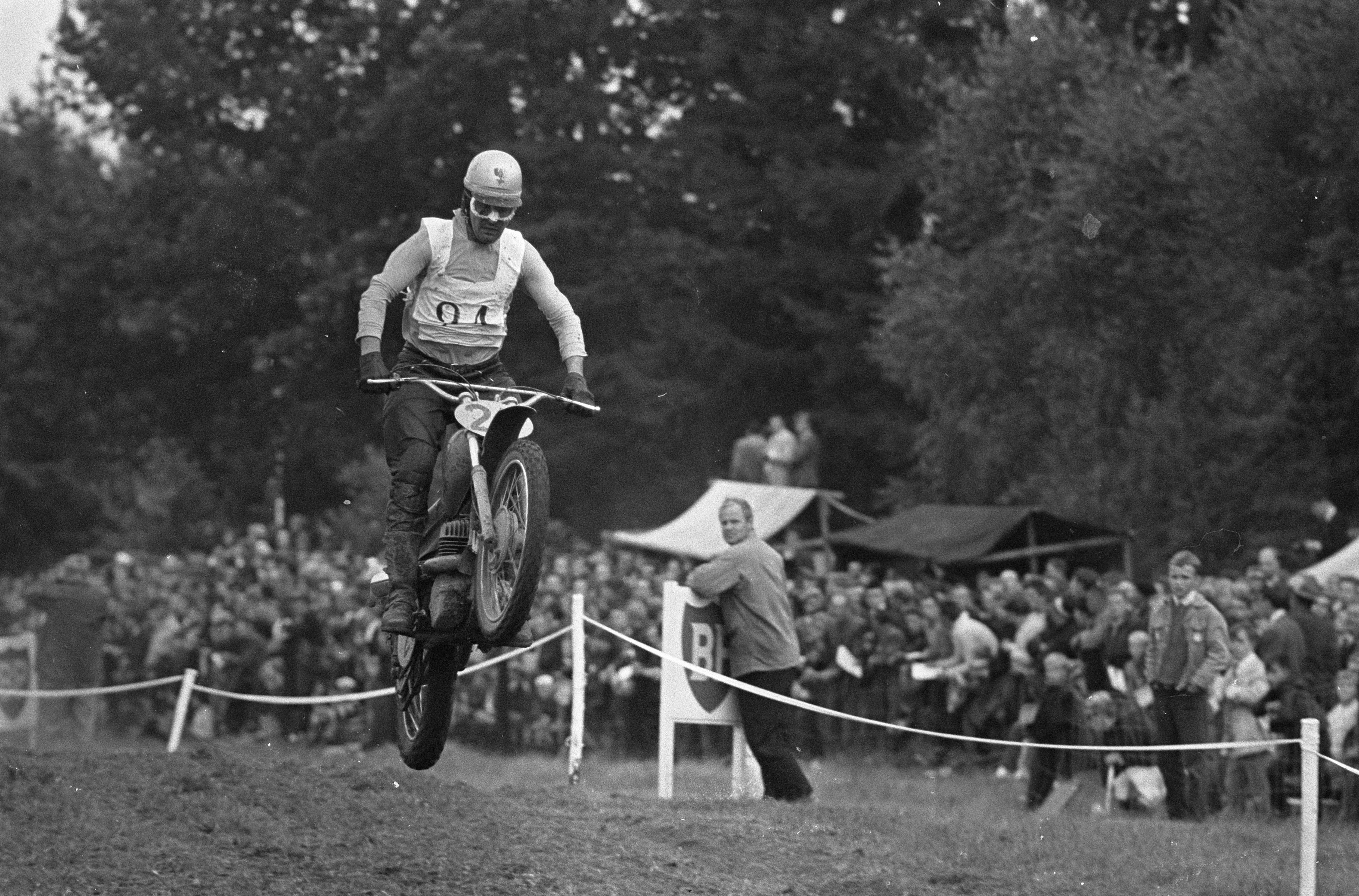
Paul Friedrichs bei der Motocross des Nations 1967 im niederländischen Markelo in der niederländischen Provinz Overijssel.

Paul Friedrichs (* 21. März 1940 in Buchholz; † 30. August 2012 in Erfurt) war ein deutscher dreifacher Motocross-Weltmeister und Endurosportler. 
Paul Friedrichs war gelernter Traktorenschlosser, bildete sich aber Mitte der 1970er-Jahre per Fernstudium zum Meister der Forstwirtschaft, Fachrichtung Jagdwesen fort. 
Der in Mecklenburg aufgewachsene Friedrichs kam über die Motorsportvereine MC Traktor Franzburg und MC Dynamo Rostock nach Erfurt zum MC Dynamo. Mit den hier vorgefundenen Trainingsbedingungen entwickelte er sich zu einem der besten Motocross- und Endurosportler seiner Zeit. 1966 gewann er mit einer Zweitakt-ČZ erstmals die Motocross-Weltmeisterschaft in der 500-cm³-Klasse. Den Titel konnte er dann in den folgenden zwei Jahren verteidigen, damit war er der erste Motocrossfahrer nach dem Zweiten Weltkrieg, der einen internationalen Titel drei Mal hintereinander errang. 1969 wurde er nochmals Dritter in der Weltmeisterschaft, drei Jahre später wurde er nach 1965 zum zweiten Mal Vizeweltmeister. Außerdem gewann er in seiner 1958 begonnenen Karriere 23 DDR-Meistertitel. Nachdem er 1972 mit dem Silbervasen-Team bei der Internationalen Sechstagefahrt strafpunktfrei den dritten Platz belegt hatte, beendete er seine sportliche Laufbahn.
Danach leitete Friedrichs die Gebietsvertretung für MZ in Erfurt, wo er bis zu seinem Tode lebte. Friedrichs war verheiratet und Vater zweier Töchter und eines Sohns, der ebenfalls Motocross fährt.
Seit 2015 findet beim MSC Tannengrund Apolda jährlich der Paul-Friedrichs-Gedenklauf statt.